# Billie Bird
Pour les articles homonymes, voir Billie Bird (chanteuse) et Bird.
Billie Bird est une actrice américaine, née le 28 février 1908 à Pocatello (Idaho), morte le 27 novembre 2002 à Granada Hills (Californie).

## Biographie
Elle a joué le rôle de Mrs. Lois Feldman dans Police Academy 4 : Aux armes citoyens puis celui de Mrs. Stanwyck dans Police Academy 6 : S.O.S. ville en état de choc.

## Filmographie
- 1921 : Grass Widowers
- 1950 : Dallas, ville frontière (Dallas) : School Teacher
- 1951 : La Mère du marié (The Mating Season) de Mitchell Leisen : Mugsy
- 1951 : Le Môme boule-de-gomme (The Lemon Drop Kid) de Sidney Lanfield et Frank Tashlin : Racetrack bettor on iron bar
- 1951 : La Part du jeu (Darling, How Could You!) de Mitchell Leisen : Rosie
- 1951 : Journey Into Light : Gertie
- 1952 : Just Across the Street : Pearl
- 1952 : My Man and I : Waitress
- 1952 : Somebody Loves Me : Essie
- 1952 : Seules les femmes savent mentir (My Wife's Best Friend) : Katie
- 1953 : Half a Hero : Ernestine
- 1954 : Les femmes mènent le monde (Woman's World) : Woman in Bargain Basement
- 1957 : Le Pantin brisé (The Joker Is Wild) : Ticket Seller / Cashier
- 1957 : Panama Sal : Woman Manager
- 1958 : Unwed Mother : Gertie
- 1959 : Born to Be Loved : Drunk's Wife
- 1959 : Blue-jeans (en) (Blue Denim) : Woman
- 1960 : Les Jeunes Amants (Too Soon to Love) : Mrs. Jefferson
- 1961 : The Cat Burglar : Mrs. Prattle
- 1961 : Secret of Deep Harbor (en) : Mama Miller
- 1966 : The Las Vegas Hillbillys
- 1967 : Pieds nus dans le parc (Barefoot in the Park) : Drunken neighbor
- 1968 : Drôle de couple (The Odd Couple) : Chambermaid
- 1970 : Campus (Getting Straight) : Landlady
- 1982 : Docteurs in love (Young Doctors in Love) : Mrs. Greschler the Flower Lady
- 1982 : It Takes Two (série TV) : Mama
- 1983 : Le Retour de Max Dugan (en) (Max Dugan Returns) : Older Woman
- 1984 : Seize Bougies pour Sam (Sixteen Candles) de John Hughes : Dorothy Baker
- 1986 : Help Wanted: Kids (TV) : Bea
- 1986 : One Crazy Summer : Grandma
- 1986 : Ratboy : Psychic
- 1987 : Police Academy 4 : Aux armes citoyens (Police Academy 4: Citizens on Patrol) : Mrs. Lois Feldman
- 1988 : Save the Dog! (TV)
- 1988 : Le père Noël est en prison (Ernest Saves Christmas) : Mary Morrissey
- 1989 : Police Academy 6 : S.O.S. ville en état de choc (Police Academy 6: City Under Siege) : Mrs. Stanwyck
- 1990 : The End of Innocence : Mrs. Yabledablov
- 1990 : Maman, j'ai raté l'avion (Home Alone) de Chris Columbus : Woman in Airport
- 1993 : Denis la Malice (Dennis the Menace) : Edith Butterwell
- 1995 : Jury Duty : Rose